# Sribne
Sribne (ukrainien : Срібне, russe : Срéбное) est une commune urbaine de l'oblast de Tchernihiv, en Ukraine. Elle compte 3 059 habitants en 2021.